# Тимелія-куцохвіст тайванська
 Тимелія-куцохвіст тайванська (Pnoepyga formosana) — вид горобцеподібних птахів родини Pnoepygidae.

## Поширення
Ендемік Тайваню.

## Опис
Невеликий птах завдовжки до 9 см. Забарвлення оперення коричнево-оливкове, на грудях рябий лускатий візерунок. Хвіст дуже маленький, майже непомітний.